# Манти (Јута)
Манти (енгл. Manti) град је у америчкој савезној држави Јута.

## Демографија
По попису из 2010. године број становника је 3.276, што је 236 (7,8%) становника више него 2000. године.
| Група             | 2000.         | 2010.         |
| Белци             | 2.877 (94,6%) | 3.028 (92,4%) |
| Афроамериканци    | 2 (0,1%)      | 12 (0,4%)     |
| Азијати           | 2 (0,1%)      | 10 (0,3%)     |
| Хиспаноамериканци | 79 (2,6%)     | 151 (4,6%)    |
| Укупно            | 3.040         | 3.276         |